# Кипарис (ширма)
«Кипарис», или «Старая сосна» (яп. 檜, Hinoki) — роспись на восьмистворчатой ширме, выполненная красками по бумаге с нанесением золотых листов. Это одна из немногих сохранившихся работ японского художника Кано Эйтоку, находится в Токийском национальном музее. Входит в список Национальных сокровищ Японии.

## История создания
Роспись была выполнена около 1580—1590 годов, в период Адзути-Момояма японской истории, отмеченный объединением земель под властью крупных феодалов и строительством больших и хорошо укрепленных замков. В отличие от изобилия мебели и предметов декора европейских дворцов, замки японских военачальников отличались лаконичностью в обстановке. Практически единственным украшением интерьера были складные расписанные ширмы (на японском бёбу) и скользящие расписанные двери (фусума) выполняющие архитектурную и декоративную функцию.
Произведение дошло до нас в виде ширмы, но следы от дверных ручек указывают на то, что, вероятно, изначально это было изображение на фусума.
Многие японские исследователи полагают, что «Кипарис» был одной из работ, выполненных Кано Эйтоку, его братом Сосю и сыном Мицунобу для оформления резиденции молодого аристократического клана Хатидзё-но-миа. Резиденция была построена в 1590 году по заказу Тоётоми Хидэёси в качестве компенсации за отстранение от власти его приемного сына Тошихито (также Томохито, яп. 八条宮智仁親王), ставшего основателем ветви Хатидзё (позднее известной как Кацура). Эта вилла (Katsura Rikyū) сейчас является одним из важнейших объектов культурного наследия Японии.
Картина принадлежала семье Кацура и перешла в императорскую коллекцию со смертью последнего наследника в 1881 году.

## Сюжет
Так как изображение было, по-видимому, перенесено на ширму, возможно, изначально оно было шире и/или длиннее. Центром композиции является массивный ствол кипариса, занимающий по диагонали четыре левые створки ширмы. Он написан широкими мазками в ограниченной цветовой гамме. Серые блики, покрывающие все дерево, придают картине динамику и ритм. Раскидистые ветви дерева энергично простираются на всю длину картины. Крона кипариса выписана очень детально. Дерево выделяется на фоне золотых облаков. Золотой цвет представлял власть и силу, а исполнение в технике золотых листов давало возможность отражения света в полутемных комнатах. На заднем плане видны выступающие из воды и из облаков горы.
Картина является образцом японской школы Кано, опиравшейся на традиции школы Ямато-э и монохромной живописи. Для неё были характерны пейзажи, изображения цветов и птиц, сочетание условно-декоративной композиции с подчёркнуто правдоподобными деталями.